# Punto anudado

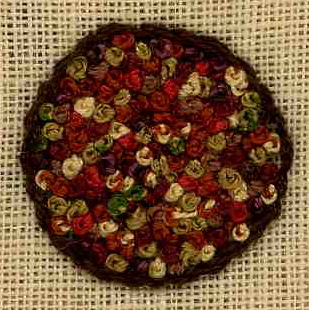
Diseño contemporáneo de nudos franceses rodeados de Punto de cadeneta de una muestra en forma de cubridor de jalá.

Nudo francés

Un punto anudado o de nudo, es cualquier técnica de bordado en la que el hilo se anuda alrededor de sí mismo. Los puntos anudados más comunes incluyen el nudo francés y el punto coral. El punto anudado puede subdividirse en nudos individuales o suelto, punto anudado continuo y bordeos anudados.

## Nudos sueltos
Los nudos individuales incluyen:
- Nudo francés
- Nudo precioso
- Punto anudado de cuatro patas
- Nudo cabeza de turco

### Galería de nudos

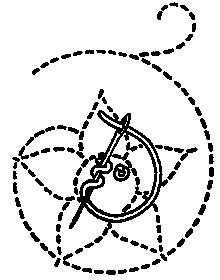
Nudos franceses
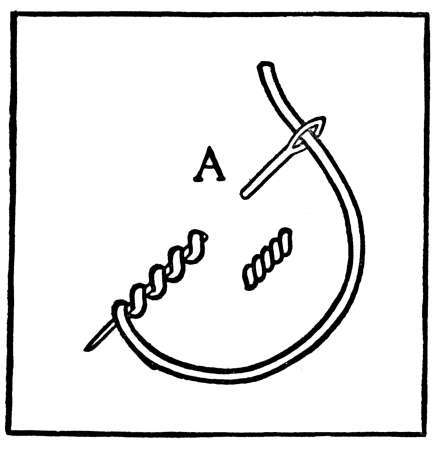
Nudo precioso
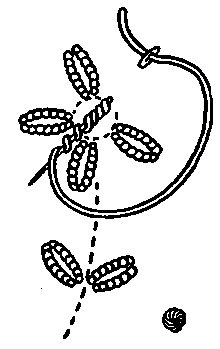
Nudos preciosos
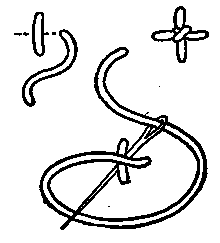
Punto anudado de cuatro patas
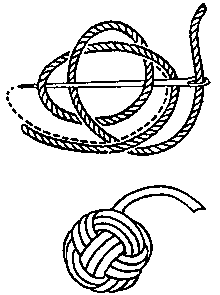
Nudo cabeza de turco

## Puntos continuos
Los puntos continuos incluyen:
- Punto ceilandés
- Punto coral o nudos coral
- Punto coral zig-zag
- Punto nudo doble
- Punto cadeneta de cable anudado, una variante anudada del punto de cadeneta

### Galería de puntos

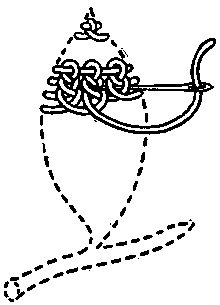
Punto ceilandés
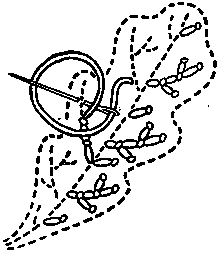
Punto coral
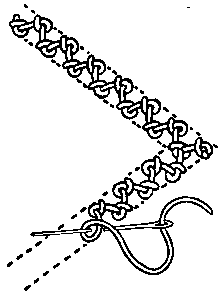
Punto coral zig-zag
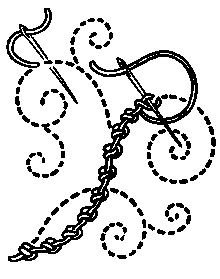
Punto nudo doble
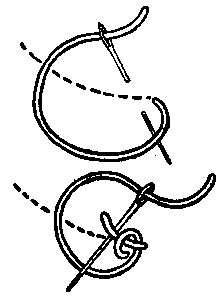
Variación del nudo doble
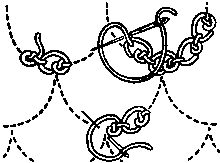
Punto cadeneta de cable anudado

## Bordeos anudados
Los  bordados anudados incluyen:
- Antwerp edging
- Armenian edging
- Hollie stitch